# H - Helena
H - Helena (Hache) è una serie televisiva spagnola ideta da Verónica Fernández, prodotta dal 2019 al 2021 da Weekend Studio  e trasmessa in streaming sulla piattaforma Netflix. Protagonista della serie, nel ruolo di Helena "H" Olaya, è l'attrice Adriana Ugarte; altri interpreti principali sono Javier Rey, Eduardo Noriega, Marc Martínez, Íngrid Rubio e Pep Ambròs.
La serie si compone di due stagioni, per un totale di 14 episodi (8 per la prima stagione e 6 per la seconda): la prima stagione è stata trasmessa in prima visione a partire dal 1º novembre 2019, mentre la seconda e conclusiva stagione è stata trasmessa a partire dal 5 febbraio 2021.

## Trama
Barcellona, anni sessanta: la prostituta Helena Olaya, nota come "H", diventa l'amante del mafioso e narcotrafficante Malpica, capo della più grande organizzazione criminale della città e assume in seguito lei stessa il comando dell'organizzazione. La coppia ha come antagonista l'ispettore Alejandro Vinuesa.

## Episodi
| Stagione         | Puntate | Prima TV |
| ---------------- | ------- | -------- |
| Prima stagione   | 8       | 2019     |
| Seconda stagione | 6       | 2021     |

## Personaggi e interpreti
- Helena "H" Olaya, interpretata da Adriana Ugarte (s. 1-2)
- Malpica, interpretato da Javier Rey (s. 1)[6]
- Ispettore Alejandro Vinuesa, interpretato da Eduardo Noriega (s. 1-2)

## Produzione
La serie si ispira a fatti realmente accaduti.
Nell'estate del 2021, Netflix annunciò la cancellazione della serie e che non ci sarebbe stata una terza stagione.